# Tahiea Sparling
Tahiea Sparling es una deportista estadounidense que compitió en saltos de plataforma. Ganó una medalla de bronce en los Juegos Panamericanos de 1959, en la prueba individual.

## Palmarés internacional
| Juegos Panamericanos | Juegos Panamericanos     | Juegos Panamericanos | Juegos Panamericanos |
| Año                  | Lugar                    | Medalla              | Prueba               |
| -------------------- | ------------------------ | -------------------- | -------------------- |
| 1959                 | Chicago (Estados Unidos) | Medalla de bronce    | Plataforma 10 m      |